# Caparrapí (ort)
Caparrapí är en ort i Colombia.   Den ligger i departementet Cundinamarca, i den centrala delen av landet, 90 km nordväst om huvudstaden Bogotá. Caparrapí ligger 1 265 meter över havet och antalet invånare är 4 477.
Terrängen runt Caparrapí är huvudsakligen kuperad, men åt sydväst är den bergig. Runt Caparrapí är det ganska tätbefolkat, med 70 invånare per kvadratkilometer. Caparrapí är det största samhället i trakten. I omgivningarna runt Caparrapí växer i huvudsak städsegrön lövskog.